# Устрен
Устрен (болг. Устрен) — село в Болгарии. Находится в Кырджалийской области, входит в общину Джебел. Население составляет 255 человек.

## Политическая ситуация
В местном кметстве Устрен, в состав которого входит Устрен, должность кмета (старосты) исполняет Бейсим Джемил Мустафа (Движение за права и свободы (ДПС)) по результатам выборов правления кметства.
Кмет (мэр) общины Джебел — Бахри Реджеб Юмер (Движение за права и свободы (ДПС)) по результатам выборов в правление общины.